# Eugenia kleinii
Eugenia kleinii är en myrtenväxtart som beskrevs av Carlos Maria Diego Enrique Legrand. Eugenia kleinii ingår i släktet Eugenia och familjen myrtenväxter.

## Underarter
Arten delas in i följande underarter:
- E. k. aristata
- E. k. glaziovii
- E. k. kleinii